# Azamgarh (distrikt)
Azamgarh är ett distrikt i den indiska delstaten Uttar Pradesh, och hade 3 939 916 invånare år 2001 på en yta av 4 210 km². Det gör en befolkningsdensitet på 935,8 inv/km². Den administrativa huvudorten är staden Azamgarh. De största religionerna är hinduism (84,59 %) och islam (15,07 %).

## Administrativ indelning
Distriktet är indelat i sju kommunliknande enheter, tehsils:
- Azamgarh, Burhanpur, Lalganj, Mehnagar, Nizamabad, Phulpur, Sagri

## Städer
Distriktets städer är huvudorten Azamgarh samt Amilo, Atraulia, Azmatgarh, Bilariaganj, Hafizpur, Ibrahimpur, Jiyanpur, Katghar Lalganj, Mahrajganj, Mehnagar, Mubarakpur, Nizamabad, Phulpur och Sarai Mir.
Urbaniseringsgraden låg på 7,55 procent år 2001.